# Хан Аспарухово
Хан Аспару̀хово е село в Южна България, община Стара Загора, област Стара Загора. До 1993 г. носи името Стамово.

## География
Село Хан Аспарухово се намира на около 18 km източно от областния и общински център град Стара Загора и 15 km запад-югозападно от град Нова Загора. Разположено е в Старозагорското поле на Горнотракийската низина. Надморската височина в центъра на селото е около 150 m, теренът е равен. Климатът е преходно-континентален; преобладават смолници и лесивирани почви.
През село Хан Аспарухово минава третокласният републикански път III-5701, свързан на север при село Подслон с второкласния републикански път II-66 (на запад към Стара Загора, на изток към Нова Загора), а на юг след село Пшеничево в село Сърнево – с второкласния републикански път II-57 (на запад към Стара Загора, на изток към град Раднево). Общински пътища водят: на изток към селата Бенковски, Събрано, Загорци и Стоил войвода и град Нова Загора; на запад към селата Плоска могила и Горно Ботево; на север-северозапад след кръстовище с републикански път II-66 към село Оряховица и други села. На около 6 km южно от селото минава автомагистрала „Тракия“, с която то няма пряка връзка.
В селото има спирка „Хан Аспарухово“ на минаващата северно край него железопътна линия Пловдив – Бургас.
Землището на село Хан Аспарухово граничи със землищата на: село Оряховица на северозапад; село Подслон на североизток; село Събрано на изток; село Бенковски на югоизток и юг; село Горно Ботево на югозапад; село Плоска могила на запад.
Етническият състав на населението на село Хан Аспарухово по численост и дял на етническите групи според преброяването през 2011 г. е:
| Етнически групи     | Численост | Дял (в %) |
| Общо                | 1158      | 100       |
| Българи             | 464       | 40,07     |
| Турци               | 673       | 58.12     |
| Цигани              | ...       | ...       |
| Други               | ...       | ...       |
| Не се самоопределят | ...       | ...       |
| Не отговорили       | 12        | 1,04      |

Числеността на населението на село Хан Аспарухово по данните от преброяванията от 1934 г. насам се променя както следва:
| \| Година на преброяване \| Численост \| \| --------------------- \| --------- \| \| 1934 \| 1069 \| \| 1946 \| 1105 \| \| 1956 \| 1163 \| \| 1965 \| 1263 \| \| 1975 \| 1176 \| \| 1985 \| 1003 \| \| 1992 \| 1003 \| \| 2001 \| 1059 \| \| 2011 \| 1158 \| \| 2021 \| 1314 \| |           |
| Година на преброяване | Численост |
| 1934 | 1069      |
| 1946 | 1105      |
| 1956 | 1163      |
| 1965 | 1263      |
| 1975 | 1176      |
| 1985 | 1003      |
| 1992 | 1003      |
| 2001 | 1059      |
| 2011 | 1158      |
| 2021 | 1314      |

## История
Сведения за селото под имената Ючевли, Юч евлу, Чавлу има в турски регистри от 1472 г., 1488 г., XVIII век.
След Руско-турската война 1877 – 1878 г. по Берлинския договор 1878 г. селото – тогава с име Чавла кьой, остава в Източна Румелия; присъединено е към България след Съединението 1885 г. Селото с име Чавла кьой е преименувано на: Цар Аспарух през 1897 г.; Стамово през 1950 г. и Хан Аспарухово през 1993 г.
През 1950 г. селото е преименувано на Стамово на името на загиналия парашутист Стамо Кирев Стамов (20.09.1911 – 15.09.1941 г.). Паметник на Стамо К. Стамов има в центъра на селото пред читалище „Искра“.
Училище в село Чавла кьой (Хан Аспарухово) е създадено през 1882 г. – начално училище. През 1921 г. то става основно училище, а от 1925 г. е средищно основно училище. До учебната 1970 – 1971 г. в него се обучават ученици и от останалите без училища близки села Преславен, Оряховица и Братя Кунчеви; от 1970 г. – Плоска могила и Бенковски, а от 1971 г. – и от село Пшеничево.
Църквата „Св. св. Кирил и Методий“ е построена в началото на 20 век; осветена е на 11 май по стар стил (24 май по нов стил) 1904 г. от старозагорския митрополит Методий.
Читалище „Искра“ в село Цар Аспарух (Стамово, Хан Аспарухово) е създадено през 1921 г. Инициатори за създаването му са учителят Михал Стоянов Писаров и съпругата му Райна Писарова. Първите прояви са театрални – в училищна стая се представят пиеси с местни изпълнители. Нова сграда за читалището е построената през 1973 г.
Трудово кооперативно земеделско стопанство (ТКЗС) е образувано в село Цар Аспарух (Стамово, Хан Аспарухово), Старозагорско през 1946 г. Основната дейност е производство и реализация на селскостопанска продукция, обработка на земята и отглеждане на животни. През 1958 г. към стопанството се присъединяват стопанствата в селата Бенковски, Пшеничево и Плоска Могила и се образува Обединено трудово кооперативно земеделско стопанство (ОТКЗС) село Стамово. В 1972 г. ОТКЗС село Стамово преминава към Аграрно-промишлен комплекс (АПК) „Загоре“ – Стара Загора и става Клоново стопанство към него. От януари 1973 г. ТКЗС село Плоска могила се отделя и в стопанството остават селата Стамово, Бенковски и Пшеничево. В 1979 г. се основава АПК село Дълбоки и стопанството остава в него. През март 1988 г. АПК село Дълбоки се ликвидира и остава да съществува до 1989 г. ТКЗС село Стамово със съставни села Стамово, Пшеничево и Бенковски. От 30 август 1989 г. се образува Колективно земеделско стопанство (КЗС) село Стамово със същите съставни села. От 1 май 1992 г. то е в ликвидация, а след прекратяването на дейността на ликвидационните съвети престава да съществува.

## Религии
В село Хан Аспарухово се изповядват православно християнство и ислям.

## Обществени институции
Село Хан Аспарухово към 2025 г. е център на кметство Хан Аспарухово.
В село Хан Аспарухово към 2025 г. има:
- читалище „Искра-1921 г.“;[19]
- действащо общинско основно училище „Свети свети Кирил и Методий“;[20]
- православна църква „Св. св. Кирил и Методий“;[21]
- месчид (месчит, мюсюлмански молитвен дом, джамия);[22]
- Детска градина „Незабравка“;[23]
- пощенска станция.[24]

## Природни и културни забележителности
На около 2,5 km юг-югоизточно от центъра на селото, откъм десния (западния) бряг на Ореховска река, ляв приток на река Кумруджа, има селищна могила (с местно име „Кабиюк“, „Голяма могила“), където в продължение на няколко хиляди години са живели поколения от най-ранните обитатели на тези земи. Откритите фрагменти от керамични съдове, глинени и костни фигурки, оръдия на труда, хромелни камъни и други говорят за наличието на сравнително голямо за времето си поселение.
Паметник на загиналите от село Хан Аспарухово във войните 1912 – 1913 г. и 1915 – 1918 г. има в парка в центъра на селото.

## Личности
- Иван Костов (1871 - ?), деец на ВМОРО, участник в Илинденско-Преображенското въстание в 1903 година с четата на Иван Варналиев[30]
- Йордан Капсамунов (1907 – 1991), дългогодишен кмет на Стара Загора
- Магда Петканова (1900 – 1970), българска писателка
- Стойко Пеев – актьор